# 전상범
전상범(田相範, 1934년 1월 22일~2021년 6월 20일)은 대한민국의 언어학자이다.

## 생애
평안남도 중화 출신이다. 한국전쟁 때 월남하여 공군에 자진입대를 하였는데, 이때 호적정리를 하는 과정에서 호적상 생년월일이 1932년 1월 22일로 굳어졌다. 1955년 서울대학교 사범대학 영어과에 입학하여 1959년 졸업하였다. 졸업 후 서울대학교 대학원 영어영문학과에 입학하였고, 1959년부터 1963년까지 경기고등학교에서 교사생활을 하였으며, 석사과정을 수료한 후 미국으로 유학, 1966년  미국 컬럼비아대학 영어교육과에서 석사학위를 취득하였고, 그 해 귀국하여, 9월에 서울대학교 사범대학 영어과 교수로 부임하였다.
1974년에는 'Phonological aspects of late middle Korean'라는 논문으로 미국 인디애나대학 언어학과에서 박사학위를 취득하였고, 1988년 8월부터 1990년 9월까지 한국언어학회 회장, 1991년 5월부터 1993년 5월까지는 한국영어영문학회 회장을 역임을 하였다.  
1997년에 정년퇴임 후 서울대학교 명예교수가 되었다. 2003년 3월 10일에 한양대학교에서 석좌교수로 임용이 되었다.

## 저서
- 《라틴어입문》(공저, 2008년)
- 《중세영어》(2007년)
- 《고대영어》(2006년)
- 《형태론개론》(2006년)
- 《음운론》(2004년)
- 《영어학개론》(1998년)
- 《최적성이론》(공저, 1997년)
- 《형태론》(1996년)
- 《영어음성학개론》(1995년)
- 《형태론》(공역, 1994년)
- 《영어의 음성체계》(역서, 1993년)
- 《생성형태론》(역서, 1987년) 등이 있다
- 《英語音聲學》(1985년)
- 《英語音聲學》(공저, 1984년)
- 《生成音韻論》(1977년)